# Teatro giapponese

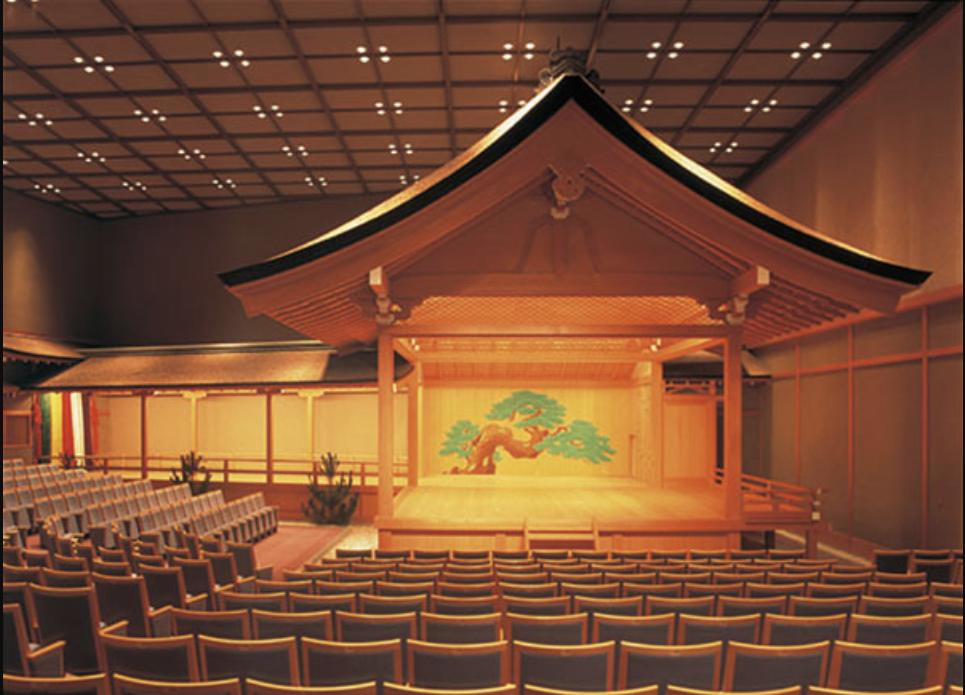
Teatro nō

Il teatro giapponese (日本伝統芸能?)), sviluppatosi in età più tarda rispetto ad altri paesi come la Grecia, l'India o la Cina, affonda le sue radici nelle primitive credenze sciamaniche e magiche, nei riti, musiche e danze diffuse nell'Asia nord-orientale, sotto l'influsso delle due principali eredità della tradizione, lo shintoismo (dalle origini al VI secolo d.C.) e il buddismo (dal VI secolo in poi).
Oltre all'origine rituale che lo connota come luogo di incontro con la divinità, rientrano fra le caratteristiche del teatro giapponese la compresenza di diversi linguaggi e arti (parola, canto, musica e danza) tale da avvicinarlo alla dimensione di "teatro totale", l'esibizione dell'uso della finzione (la maschera dell'attore del nō, la visibilità dei ruoli del burattinaio/burattino nel ningyō jōruri, la riconoscibilità dell'attore nel kabuki), la particolarità del testo verbale, costituito più di narrazioni in terza persona che di dialoghi, il ruolo di medium dell'attore, artista completo che tramanda la sua arte ed è depositario delle tecniche proprie di tutte le componenti del testo scenico, e che anche per questo rende unico e irripetibile l'evento spettacolo.
La storia del teatro giapponese può essere suddivisa in tre periodi. Le sue origini, dall'antichità fino al XIV secolo, vanno ricercate nelle danze rituali shinto o buddhiste, nelle feste e nei divertimenti popolari, come le farse e le pantomime. Il secondo periodo è quello del teatro classico, definito da quattro generi: il gagaku, ovvero danze accompagnate da musiche; il nō, forma di teatro in cui vengono usate maschere caratteristiche; il bunraku o ningyō jōruri, cioè il teatro delle marionette; il kabuki, spettacolo drammatico per la classe media. Il terzo periodo copre il teatro moderno, prima dell'apertura del Giappone al resto del mondo in periodo Meiji. I giapponesi ruppero con il periodo classico dapprima attraverso lo shingeki, ovvero il teatro sperimentale all'occidentale, poi con l'affermazione dell'avanguardia.
Nel periodo classico e moderno si sono distinti importanti drammaturghi che hanno fatto la storia dell'arte teatrale giapponese, come Zeami, teorico del nō, Chikamatsu, promotore di un'arte drammatica realistica, Kawatake Mokuami, rinnovatore del kabuki prima dell'apertura del paese, e Kaoru Osanai, che diede inizio allo sviluppo del teatro moderno.
Ai giorni nostri, l'arte del teatro giapponese è riconosciuta a livello mondiale per la sua qualità, con i suoi quattro generi classici riconosciuti dall'UNESCO patrimonio culturale dell'umanità.

## Storia

### Origini del teatro giapponese
Il teatro giapponese colloca le sue origini nelle antiche credenze e nei rituali religiosi, nelle feste, danze e musiche praticate all'interno delle comunità agricole primitive, e successivamente, durante il processo di unificazione del paese, organizzate e centralizzate dal sistema imperiale negli spettacoli di corte.
Questo processo di folclorizzazione dell'insieme eterogeneo di danze, farse e pantomime, si compie del tutto nel XIV secolo con la nascita di una forma di teatro elaborata puramente giapponese.
Le danze rituali, originariamente molto rudimentali, hanno la particolarità di avere origini autoctone e continentali asiatiche. Tra i riti autoctoni figurano i kagura ("Divertimenti degli dei") e le danze contadine dei villaggi di campagna. Dalla Cina e dalla Corea vengono diverse forme di spettacolo e coreografie, come i gigaku, i bugaku e le danze buddhiste.

#### Le danze rituali autoctone (kagura,ta-mai,dengaku)

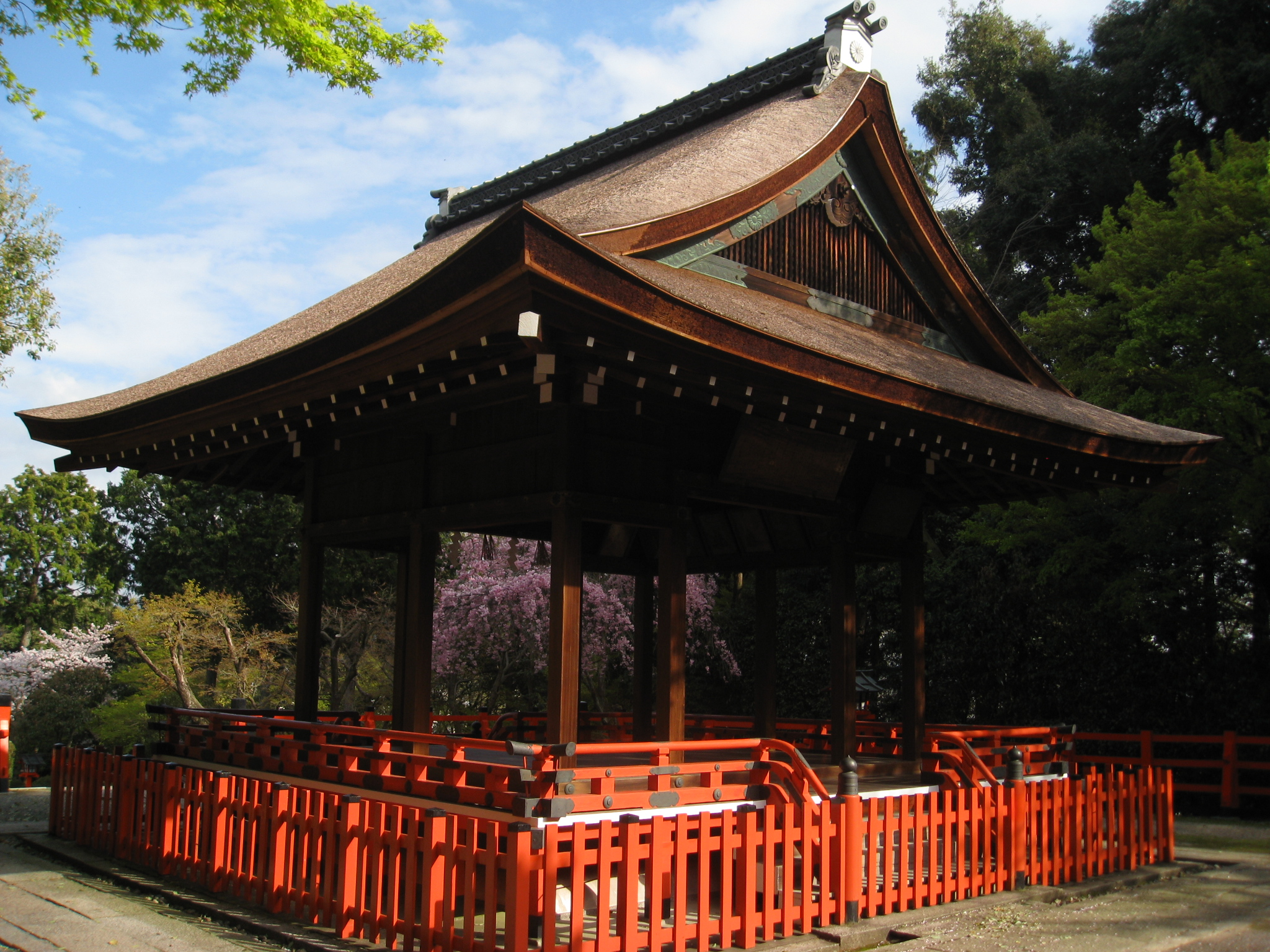
Kagura-den, palco esterno al tempio dove si svolgono le danze sacre kagura

Nell'età primitiva (genshi 原始) che va dalle origini al 710 d.C., tracce di antiche forme d'arte di spettacolo sarebbero testimoniate da figure di terracotta legate a riti funerari o a culti di fertilità, che rappresentano danze, stati di estasi e riti sciamanici. Informazioni sulle danze e sui riti religiosi praticati all'epoca si trovano anche nelle fonti storiche più antiche del Giappone: nel Kojiki è citato l'episodio della danza compiuta da Amenouzume per far uscire la dea del sole Amaterasu dalla grotta nella quale si era rinchiusa, offesa dai comportamenti ingiuriosi del fratello Susanoo. La danza di Uzume, che in stato di possessione divina si denuda il seno e mostra i genitali, provocando le risa del pubblico, è stata interpretata come la versione giapponese della danza estatico-erotica della sciamana (miko), detta kagura.
I kagura sono i riti shinto compiuti per il "divertimento degli dei", come indicano i kanji che ne compongono il nome. Dall'VIII secolo, sono state identificate due forme principali di kagura nella tradizione shinto: le danze di chi è posseduto da una divinità, e le farse fatte per placare una divinità facendola ridere. Vi è un'ulteriore distinzione tra le danze compiute alla corte imperiale o nei grandi santuari e le altre. Le prime assunsero il nome di mikagura (il prefisso mi è onorifico) e si differenziavano per la loro alta "espressione artistica ed estetica", poiché furono canonizzate dalla corte. I kagura svolti al di fuori della corte erano invece chiamati sato kagura o minkan kagura, i più famosi dei quali avevano origine dalle tradizioni dei grandi santuari shinto.
Le danze contadine (ta-mai) hanno conservato più a lungo il loro carattere primitivo, i rituali e i luoghi. I due tipi principali di danze contadine sono il ta-ue (danza per il trapianto del riso) e l'ama-goi (preghiera per la pioggia), ai quali si aggiungono altri riti come le danze per ringraziare gli dei, per proteggere i raccolti o per scongiurare epidemie. La danza del trapianto del riso era tradizionalmente riservata alle giovani donne che si muovevano al ritmo di tamburi e flauti suonati dagli uomini, rituale forse precursore delle danze kagura. Localmente, le danze contadine sono ancora praticate ai giorni nostri, ma nel corso della storia hanno subìto come tutti i kagura un'armonizzazione secondo i canoni della corte. Dal XII secolo, queste danze dei campi vennero organizzate dentro i grandi templi delle città e soprattutto a Kyoto, la capitale imperiale; i cittadini le chiamavano dengaku.
Popolarissimi durante le feste stagionali shinto, questi rituali dagli intenti magici divennero a poco a poco spettacoli, con attori che interpretavano i ruoli di contadini o proprietari terrieri. Questo primo elemento drammatico trasformò velocemente il dengaku in "farse paesane d'intrattenimento" Verso il 1250, queste farse vennero chiamate dengaku nō, per distinguerle dalle danze primitive e provinciali, e nell'arco di un secolo, verso il 1350, i dengaku nō furono tenuti all'esterno dei templi, come rappresentazioni profane popolari tra cittadini e nobili, prima di essere in concorrenza e poi soppiantate dai sarugaku e in seguito dal nō (chiamato in origine sarugaku nō).

#### Danze importate dal continente e rituali buddhisti (gigaku,bugaku,sangaku)
I giapponesi, oltre alle danze primitive autoctone, seppero adattare e armonizzare anche i vari rituali importati dal continente, principalmente dalla Cina e dalla Corea. Questi elementi, privati poco a poco del loro carattere magico e religioso e integrati nel folklore, portarono alla formazione di un teatro giapponese elaborato.
Tra i più antichi spettacoli importati dall'Asia figura il gigaku, che secondo la tradizione fu introdotto dalla Corea nel 612. Si trattava in realtà di un insieme eterogeneo di divertimenti in voga in Cina e Corea, che mescolavano processioni, danze, farse e pantomime. In Giappone, gli spettacoli gigaku vennero inizialmente tenuti in occasione di feste buddhiste, e in seguito integrati tra le cerimonie della corte.Tratti caratteristici del genere sono gli attori che indossano grandi maschere dipinte di lacca a secco o di legno, con espressioni caricaturali di personaggi bizzarri ed esotici per i giapponesi di allora. Il gigaku sparì abbastanza rapidamente dai grandi centri, e dal X secolo in poi divenne marginale. L'abbandono di questa tradizione potrebbe esser avvenuto a causa del carattere spesso grossolano del gigaku, riscontrabile ad esempio nella danza mara-furi ("agitare il fallo"), in cui un danzatore interpretava un fallo. Fra le fonti rimaste a testimonianza di questo genere viene annoverato il Kyōkunshō scritto nel 1233 da Koma Chikazane.
Arrivato in Asia tra il VI e VIII secolo, il bugaku raggruppa tutte le danze asiatiche antiche conservate dalla corte imperiale dall'Ufficio della Musica. In Giappone, il bugaku è strettamente legato alla corte e ai templi della regione di Kyoto: è un genere raffinato e la sua musica, chiamata gagaku, è molto elaborata. Il gagaku ha contribuito a forgiare i canoni musicali aristocratici. Rapidamente, a corte, si costituì un repertorio di musiche e danze religiose meno arcaiche, fortemente ispirate da quelle continentali ma che conservavano un legame con i riti tradizionali.
Se le rappresentazioni dei bugaku vennero riservate all'élite aristocratica e religiosa, lo stesso non avvenne per quelle dei sangaku, introdotti dalla Corea e dalla Cina tra il VII e l'VIII secolo. I sangaku, meno raffinati e dall'essenza puramente popolare, raramente venivano associati a cerimonie religiose, poiché si trattava di "spettacoli da fiera, [...] pantomime comiche, farse, spettacoli di marionettisti, cantastorie ambulanti o danzatori che gesticolavano per scacciare i demoni". Dal X secolo i sangaku cinesi si chiamarono sarugaku in Giappone, e, a contatto con la gente, si arricchirono di mimiche e scenette comiche. Gli spettacoli eterogenei dei sarugaku sono molto simili a quelli autoctoni dei dengaku del XIII secolo. Come questi ultimi, i sarugaku e il sarugaku nō, molto popolari, profani e talvolta volgari, sono stati di grande importanza per la nascita del teatro giapponese. Kan'ami e Zeami, i due fondatori del nō (il primo vero genere del teatro classico giapponese) furono a capo di un gruppo di sarugaku. In questo senso, il nō può essere descritto come "l'ultima fase dell'evoluzione del sarugaku".
Per i giapponesi del VI e del VII secolo, la danza e la religione erano così strettamente collegate che anche le danze e il buddhismo importati dal continente (gigaku, bugaku, sangaku) nello stesso periodo vennero messi fra loro in relazione. Questo accadeva anche negli altri paesi asiatici, ma se le danze avevano certamente un valore religioso, non era necessariamente riferito al buddhismo. Al contrario, il buddhismo non contemplava rituali di danze o rappresentazioni sacre. I monaci giapponesi dovettero inventare tutta una serie di danze rituali per soddisfare i loro fedeli: processioni ispirate ai gigaku, farse, pantomime e così via importate dalla Cina e originarie dall'India e dall'Asia e danze esorciste (zushi o noronji), incorporate nei sarugaku. Di danza puramente buddhista esiste solo l'odori-nenbutsu (danza d'invocazione), concepita da Ippen, il fondatore della scuola Ji shū del buddhismo della Terra Pura nel XIII secolo. Ippen, per rendere questa pratica più attraente, immaginò un rituale di recitazione danzata e cantata, dall'atmosfera estatica, con un ritmo scandito da percussioni.
Poco a poco, come altre danze liturgiche giapponesi, queste danze persero il loro significato religioso per divenire piccole rappresentazioni mimate o parlate, entrando a far parte infine del folklore e del profano.

### Teatro Classico

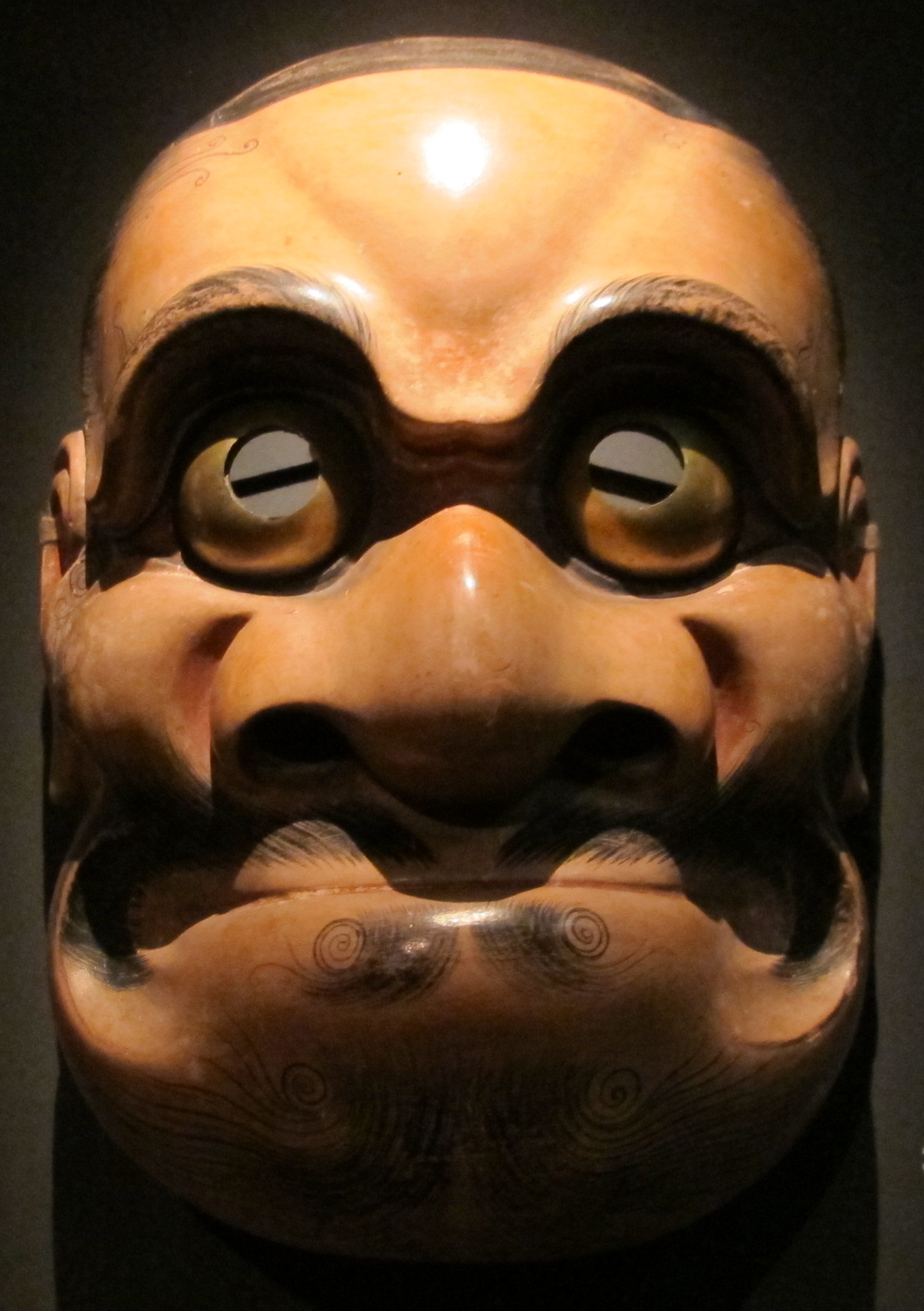
Una maschera nō raffigurante un demone, XIX sec.

#### Teatro sotto lo shogunato Ashikaga (Nō, Kyōgen)
Le prime forme compiute di teatro giapponese, il nō ed il kyōgen, si sviluppano dalle diverse danze e pantomime religiose via via incorporate nel folklore, ossia nel mondo profano, e sono svolte da compagnie teatrali che si professionalizzano ed evolvono la loro arte..
Prima del XIV secolo, varie tipologie di spettacoli, chiamati nō, vennero integrati ed interpretati sia per le cerimonie religiose che per quelle profane, da monaci o da compagnie professionali, come la sarugaku nō, la dengaku nō, l'ennen nō, la shugen nō, ecc.
Di particolare importanza per lo sviluppo teatrale giapponese saranno proprio il sarugaku nō, dalla quale avrà origine il teatro nō, ed il dengaku nō, dalla quale si svilupperà il teatro kyōgen.
L'ultimo passo prima della formazione di un vero e proprio spettacolo drammatico è la comparsa del dialogo. È presente principalmente nelle feste popolari, i matsuri, nelle quali i ballerini interagiscono oralmente. In particolare le compagnie di sarugaku adattano leggende tradizionali delle cerimonie religiose dell'anno nuovo in spettacoli nei quali molteplici personaggi conversano fra di loro; in epoca Kamakura, le compagnie di sarugaku interpretano queste rappresentazioni davanti al popolo nei templi giapponesi.
Verso il 1350, il dengaku nō è apprezzato dall'élite per la sua tradizione poetica e letteraria, mentre il sarugaku nō è percepito come una forma teatrale più popolare, grottesca e volgare. Al suo culmine, i programmi del dengaku nô sono molto elaborati (numeri drammatici, danze, acrobazie, accompagnamenti musicali) e toccano un pubblico molto vasto, dagli imperatori fino agli spettatori delle feste rurali. Tale situazione conobbe un'evoluzione nel 1374, quando lo shogun Ashikaga Yoshimitsu, dopo aver assistito ad una rappresentazione di sarugaku nō, fu colpito dall'interpretazione dell'attore Kan'ami e del figlio Zeami, e li invitò a palazzo, ponendoli sotto la sua protezione, malgrado la reticenza della sua corte.
Kan'ami ha guadagnato un certo riconoscimento per aver sviluppato la sua pratica del teatro sarugaku prendendo in prestito degli elementi del dengaku, creando ciò che più tardi verrà chiamato il nō. Il dengaku nō mette al disopra di tutto la ricerca di un estetismo molto raffinato che i giapponesi chiamano yūgen, il «fascino segreto». Questa ricerca dello yūgen condusse rapidamente il genere ad un manierismo estremo privo d'originalità. Kan'ami nei suoi drammi lirici ebbe l'idea di combinare lo yūgen con la mimica drammatica (monomane) del sarugaku, più rude ed impetuosa, adatta alla messa in scena di personaggi violenti come guerrieri e demoni. Sviluppò inoltre la musica ed il canto, ispirandosi alla musica popolare e ritmica kusemai. Questi sviluppi, perseguiti e teorizzati da suo figlio Zeami, mettono fine definitivamente alla tradizione che pone i vincoli rituali e cerimoniali prima della bellezza dello spettacolo: ormai conta solamente l'arte teatrale e l'estetismo, che non devono piegarsi alle esigenze religiose.
Questo stile teatrale conobbe un grande successo presso la corte shogunale. Kan'ami diresse una delle sette confraternite (za) di attori sarugaku chiamata Yūzaki: sembra che le altre sei confraternite, e le due confraternite dengaku esistenti ai suoi tempi, siano scomparse in breve tempo, o abbiano copiato il suo nō.
Kan'ami morì nel 1384. Sarà il figlio Zeami, elevato alla corte dello shogun, a continuare il lavoro del padre a palazzo, contribuendo ad affermare definitivamente l'importanza del nō e, più in generale, del teatro giapponese.
Con il padre, Zeami fu il fondatore della scuola per attori nō Kanze (Kanze-ryū). Non accontentandosi del repertorio del padre, egli ne riscrisse e riarrangiò le opere, e con lo stesso intento selezionò il repertorio del dengaku. Nel suo teatro diede un'importanza crescente e successivamente dominante ad un principio che egli chiamò sōō, ossia l' «armonia» tra l'autore e la sua epoca, tra l'autore e l'attore e tra l'autore ed il suo pubblico. Zeami non si limitò solamente a riscrivere tutti gli spettacoli passati a suo piacimento, ma incoraggiò anche gli autori a scrivere o ad improvvisare in modo da soddisfare il pubblico, divenuto diverso ed esigente. Storicamente, Zeami fu l'autore più prolifico di opere nō: è di sua produzione quasi la metà del repertorio conosciuto, rappresentato ancora ai nostri giorni. Ha anche lasciato in eredità i suoi Trattati che teorizzano il nō così come lui lo ha praticato.
Zeami mantenne il suo prestigio alla corte degli shogun Ashikaga Yoshimitsu, Ashikaga Yoshimochi ed Ashikaga Yoshikazu. Tuttavia, una volta diventato troppo vecchio, lo shogun Ashikaga Yoshinori lo licenziò ed impedì l'accesso a palazzo sia a lui che ai suoi figli. Tra i potenziali successori di Zeami ci furono il figlio Motosama, molto dotato ma scomparso prematuramente nel 1432, il suo allievo e genero Komparu Zenchiku e il nipote On'ami. Fu quest'ultimo, abile attore e cortigiano, ad ottenere il posto a palazzo che fu di Zeami.
Zeami, prima della morte del figlio, scelse come suo successore Komparu Zenchiku, uno dei maestri nō dallo stile complesso, autore di molte opere e trattati di tecnica teatrale. Zenchiku si rivelò un attore meno brillante di On'ami, ma più erudito, esperto di poesia tradizionale e teologia buddhista.
La decisione di Zeami, che non privilegiava né i legami di sangue né la preferenza dello shogun, provocò una frattura tra la scuola Kanze guidata da On'ami e quella di Komparu. Zeami fu esiliato nel 1334 e morì nel 1444, a Kyoto, luogo in cui si era ritirato poco prima di morire. Sotto la direzione della scuola Kanze di On'ami, le rappresentazioni nō rimasero molto apprezzate: il suo stile molto vivace era adatto al gusto dell'epoca.
Qualche altro autore continuò a scrivere opere nō, ancora popolari, nel XV e XVI secolo, ma con meno talento rispetto ai predecessori. Le nuove opere avevano un repertorio più drammatico e comprensibile, tuttavia il genere finì per sparire dagli spazi pubblici durante il periodo Edo. Toyotomi Hideyoshi ne fu l'ultimo protettore. Il nō divenne la forma d'arte ufficiale delle cerimonie dei daimyō. Appoggiato dallo shogunato Tokugawa e rappresentato nei castelli, assunse un ritmo più lento, austero e sottomesso al tradizionalismo. Questa fase di classicismo senza la creatività del nō rifletteva lo spirito del tempo, quello dello shogunato Tokugawa e delle sue cerimonie solenni separate dall'intrattenimento del popolo, tanto che ogni innovazione venne messa fuori legge. È questa tipologia di nō dal ritmo molto lento che è conosciuta oggi, molto lontana dalle opere di Zeami.
Il kyōgen, teatro comico, è un genere che si sviluppò nel XIV secolo, le cui rappresentazioni sono spesso legate a quelle del nō. L'insieme di questi due generi è chiamato teatro nōgaku, perché il kyōgen s'intreccia con le opere del teatro nō. Il kyōgen ha origine dal dengaku nō e ne conserva l'aspetto popolare e l'improvvisazione, nonostante i primi sviluppi di tale genere siano poco documentati. Nella tradizione, forse a partire dallo stesso Zeami, un'opera kyōgen è sempre rappresentata tra due spettacoli nō per far riposare gli spettatori. Alla fine del XVI secolo, lo shogunato Tokugawa patrocina le tre principali scuole di kyōgen (Ôkura, Sagi e Izumi).

#### Teatro in epoca Edo (bunraku, kabuki)
Durante il periodo Edo, gli spettacoli del teatro nō erano destinato alla classe dirigente dello shogunato Tokugawa. Tuttavia una nuova classe benestante lascerà la propria impronta nella cultura giapponese pre-moderna: la classe chōnin, ovvero i borghesi, abitanti nei grandi centri urbani di Edo (Tokyo), Kyoto ed Osaka.

Nel teatro, emersero due nuovi generi: il teatro delle marionette (ningyō jōruri o bunraku) ed il teatro kabuki, che riscontreranno un successo straordinario. 

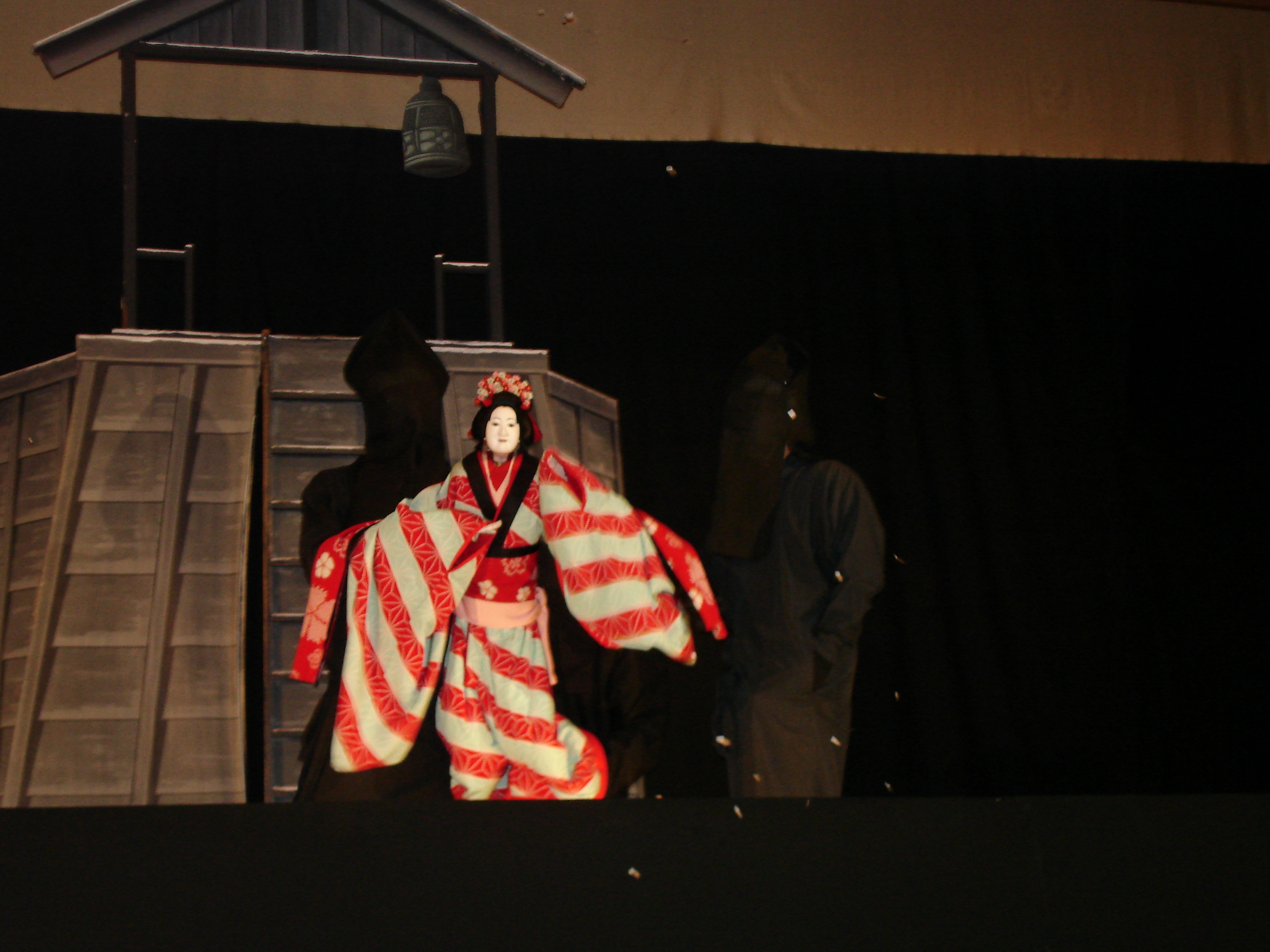
Scena di bunraku

Il Giappone medioevale ha una lunga tradizione di marionette e cantastorie itineranti, che inizialmente creavano i propri rituali sciamanici per le feste religiose o profane. Nel XV e XVI secolo, gli spettacoli di marionette riprendono il repertorio del nō o le storie dei cantastorie medievali, facendo emergere un nuovo repertorio dai ritmi più vivaci, accompagnati da shamisen, uno strumento musicale importato in Giappone nel XVI secolo. Questo genere di spettacolo prese il nome di ningyō jōruri, oggi conosciuto con il nome di bunraku, che si impose come il teatro di marionette tradizionale del Giappone alla fine del XVII secolo.
Il bunraku mette insieme molti generi di intrattenimento: le marionette, la tradizione dei cantastorie medioevali (jōruri) e la musica dello shamisen che accompagna i jōruri. Vari documenti attribuiscono i primi spettacoli di bunraku a Menuyaki Chōsaburō un cantastorie di provincia, attorno all'anno 1580. All'inizio del periodo Edo, gli spettacoli allora in voga avevano una trama narrativa semplice ed erano basati sulle leggende epiche o sugli eroi del passato.

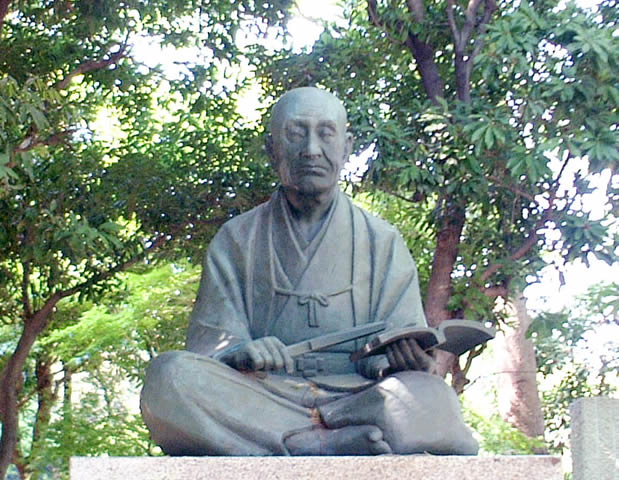
Chikamatsu Monzaemon

È ad Osaka che il nuovo bunraku, arte elaborata e raffinata, si sviluppò a partire dall'anno 1680, nel cuore del teatro Takemoto-za, grazie alla collaborazione fra tre artisti: il cantastorie Takemoto Gidayū, il drammaturgo Chikamatsu Monzaemon ed il marionettista Hachirobei. Gidayū instaurò la struttura tipica degli spettacoli teatrali di marionette in cinque atti e riuscì ad assicurare la voce di tutti i personaggi sia nel canto che nei dialoghi e nelle poesie. A differenza dei cantastoria medievali, il suo metodo di recitazione, chiamato Gidayū-bushi in suo onore, è nettamente più variegato: la sua fama riuscì a sorpassare tutti i suoi rivali ad Osaka. Le rappresentazioni di Gidayū ebbero molto successo anche grazie a Chikamatsu, uno dei più grandi drammaturghi del Giappone, che fondò le basi del repertorio bunraku (largamente ripreso nel kabuki) e del teatro giapponese in generale. Egli rielaborò le opere tradizionali ed approfondì "il realismo delle situazioni e dei sentimenti", rinnovando la messa in scena di situazioni comuni nella vita quotidiana nelle sue tragedie borghesi. Chikamatsu scrisse intensamente per Gidayū ed in seguito per il figlio di quest'ultimo, Masadayū, fino alla sua morte avvenuta nel 1714. Tra gli altri drammaturghi importanti nei primi due decenni del XVIII secolo, si può menzionare Ki no Kaion, un emulo di Chikamatsu nei teatri di Osaka.
Fra la fine del XVII e l'inizio del XVIII secolo il bunraku venne perfezionato: gli spettacoli divennero più lunghi, lo scenario diventò più complesso e sontuoso e le marionette vennero perfezionate. L'innovazione più importante fu condotta da Yoshida Bunzaburō, che creò nel 1730 delle marionette di grande dimensione, controllate da tre marionettisti. Il burattinaio, l'unico a volto scoperto, controllava la parte superiore e il braccio destro della marionetta; uno dei suoi due assistenti, vestiti completamente di nero, controllava il braccio e la mano sinistra mentre l'altro sosteneva il corpo della marionetta. L'epoca d'oro del bunraku proseguì dopo Chikamatsu con artisti come Takeda Izumo II, Miyoshi Shōraku e Namiri Senryū. Nella seconda metà del XVIII secolo, a causa delle difficoltà economiche e della concorrenza del teatro kabuki, il genere declinò, e chiusero due importanti teatri di Osaka: il Toyotake-za nel 1756 ed il Takemoto-za nel 1772.
Nel corso del XX secolo, solamente due importanti sale hanno ospitato regolarmente degli spettacoli di marionette: il Bunraku-za (aperto nel 1872), ed il Teatro nazionale del Giappone (aperto nel 1966).

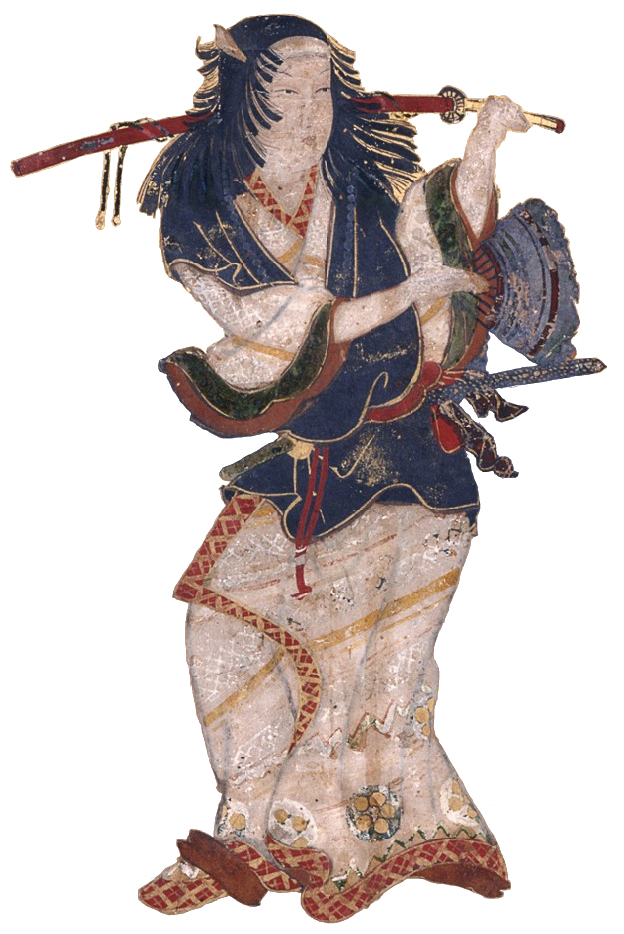
Izumo no Okuni (dettaglio di Okuni Kabuki-zu Byōbu, Museo Nazionale di Kyoto).

All'inizio del periodo Edo, nello stesso periodo del bunraku, nasce un'altra tipologia di teatro: il teatro kabuki. La sua fondatrice è una ballerina itinerante, Izumo no Okuni, che ebbe l'idea di creare uno spettacolo ispirato alle danze delle feste popolari come i fūryū, i nenbutsu odori (danze buddhista), gli yakako odori (danze di giovani ragazze) e agli spettacoli delle compagnie nō femminili, utilizzando la musica nō come sottofondo, il tutto con il ricorso a dei travestimenti e ad una gestualità incline all'erotismo.. Il termine kabuki (eccentrico, stravagante) usato per designare questa tipologia di spettacoli è attestato nel 1603 a Kyoto. Il successo ottenuto da Okuni le permise di aprire una sala teatrale ad Edo nel 1604 e allo stesso tempo di recitare davanti alla corte shogunale nel 1607. I suoi primi emulatori si trovano nei bordelli, dove le danze erotiche di Okuni rappresentano situazioni particolarmente suggestive, come l'uscita dal bagno di prostitute accompagnate dal suono dello shamisen che rimpiazza l'orchestra tradizionale nô. Lo shogunato vietò questa tipologia di spettacoli scandalosi, che in seguito si evolsero nell'uso di giovani adolescenti che interpretavano ruoli femminili, a rimpiazzo delle prostitute. Questa nuova tipologia di attori uomini venne chiamata onnagata. Questi spettacoli vennero apprezzati sia dai samurai che dai borghesi, ma lo shogunato vietò anche questo nuovo genere teatrale erotico, ritenendolo un preludio alla prostituzione. Dopo qualche mese d'inattività, lo shogunato autorizzò la riapertura degli stabilimenti kabuki con alcune restrizioni, tra cui l'obbligo di presentare uno sviluppo narrativo verosimile nelle rappresentazioni. In realtà, la fermezza della posizione dello shogunato resta ambigua; il pericolo, più che nella prostituzione, sembra sia da ricondurre alle occasioni di mescolanza fra le diverse classi sociali indotte dal kabuki, apprezzato sia dai borghesi che dai samurai annoiati.

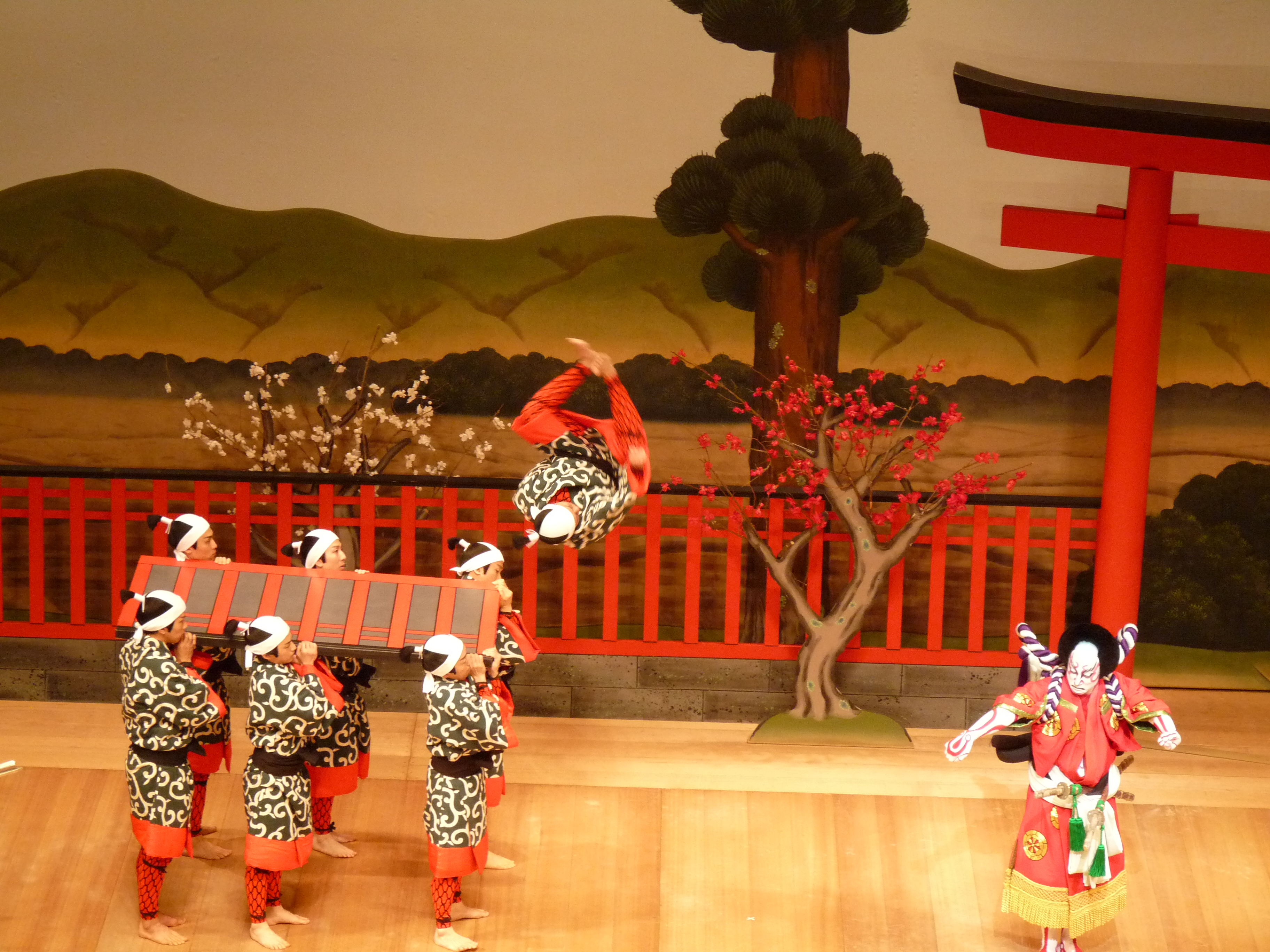
scena di danza kabuki

Nel 1653 l'obbligo d'incorporare nello spettacolo un'azione drammatica promosse l'emergere di drammaturghi professionisti, contribuendo a trasformare il kabuki in un vero genere teatrale. La loro comparsa diede inizio ad una selezione degli attori, scelti per il loro talento scenico e non più per la loro bellezza, nonostante alcuni di essi provenissero dai quartieri di piacere e continuassero a prostituirsi. Seguendo la vena artistica di Chikamatsu, che scrisse per il teatro kabuki nella prima parte della sua carriera, attori come Sakata Tōjurō I o Ayame puntarono al realismo nella loro recitazione, per esempio travestendosi quotidianamente per riuscire a delineare meglio i ruoli femminili. Il repertorio kabuki si arricchì anche grazie agli adattamenti sistematici degli spettacoli bunraku, specialmente i capolavori di Chikamatsu; l'attore-drammaturgo Danjūrō II divenne uno dei principali architetti dell'adattamento di spettacoli di marionette. Dopo un periodo di declino durato una cinquantina d'anni a causa di nuovi divieti da parte dello Stato, a partire dall'ultimo quarto del XVIII secolo il kabuki soppianta in popolarità il teatro delle marionette, dopo aver ripreso una buona parte del suo repertorio e con la comparsa di nuove opere. Il kabuki continuerà ad ottenere successo per tutto il periodo Meiji fino ai giorni nostri. Nel XIX secolo, due drammaturghi permisero al kabuki di liberarsi dall'ormai classico repertorio del bunraku: Tsuruya Nanboku grazie ai suoi drammi fantastici, e soprattutto Kawatake Mokuami con le sue scene popolari, giudicate immorali, che rinnoveranno il genere ormai giunto ai suoi limiti. Ancora oggi sono rappresentati principalmente quattro tipologie di teatro kabuki: il jadaimon (o jidaikyōgen) le cui rappresentazioni si basano principalmente su leggende storiche giapponesi, il sewamono (o sewakyōgen) risalente al XVIII secolo il cui soggetto principale è la quotidianità della gente comune, lo shinkabuki (nuovo kabuki) dai testi moderni e infine lo shosagoto in cui la danza e la musica sono considerate il cuore dello spettacolo.

## Caratteristiche dei generi principali

### Nō: dramma lirico

#### Recitazione e repertorio
Ai giorni nostri, il nō (chiamato fino all'epoca Meiji col suo nome antico sarugaku nō) incarna forse lo stile di teatro giapponese più tradizionale e più sorprendente per uno spettatore straniero. Se quest'arte è attualmente caratterizzata per la sua lentezza e la sua solennità, all'epoca dei suoi fondatori e teorici (di cui il più importante fu Zeami) non era così.
Il nō si definisce come un «dramma lirico» che mescola recitazione, canto, danza e musica, o, più estesamente, «come un lungo poema cantato e mimato con un accompagnamento orchestrale, generalmente interrotto da una o più danze che possono non avere alcun rapporto con il soggetto» Il nō, fortemente stilizzato e i cui principi estetici sono stati formalizzati da Zeami, dà un'importanza preponderante al fascino e allo shock provocato dalle rappresentazioni, piuttosto che all'azione drammatica.
Il repertorio attuale del nō si compone di duecentocinquanta opere, per la stragrande maggioranza scritte da Zeami, l'autore più prolifico. Le opere potevano essere classificate in base al tema e alla stagione in cui venivano tradizionalmente recitate. Nel nō spesso le opere sono adattamenti di autori e opere di cui non sono pervenute le fonti originali: Zeami, per esempio, arrangiò le opere essenziali del repertorio di suo padre Kan'ami, insieme ad altre opere del sarugaku o del dengaku da cui deriva direttamente il nō.

#### Drammaturgia e temi della «giornata del nō»
Esistono due grandi gruppi di teatro nō: quello delle apparizioni /sovrannaturale/ (mugen nō) e quello del mondo reale (genzai nō). Le opere di questi due gruppi seguono una struttura fissa ispirata dai rituali religiosi e composta da due atti e un interludio.
Il nō delle apparizioni mette in scena fantasmi, divinità, demoni e altri personaggi immaginari. Il primo atto vede la comparsa di un personaggio immaginario nella sua forma umana (un vecchio o talvolta una giovane donna), che racconta il suo passato e i suoi tormenti. L'interludio è un riassunto comico o realistico della storia del personaggio o delle leggende associate al luogo, generalmente realizzato da un attore di kyōgen; questo momento permette all'attore principale di cambiare il costume. Il secondo atto è il punto in cui i personaggi immaginari si rivelano con un costume impressionante nella loro vera forma e ritornano alla loro recitazione del primo atto, dal tono disordinato e senza mantenere il filo del discorso. In questo atto, danze e canti si mescolano per dare vita a uno spettacolo che affascina lo spettatore per il suo surrealismo e la sua poesia. Quando il personaggio è uno spirito o un fantasma, questa parte assume un'atmosfera onirica. Queste storie sono generalmente tratte dalla letteratura e dalle leggende tradizionali.
Il nō del mondo reale, attraverso dialoghi, canto e danza, si concentra maggiormente sull'espressione più o meno implicita dei sentimenti dei personaggi umani in situazioni tragiche. L'interludio fra i due atti ha la funzione di marcare la divisione tra i due momenti; la storia si rifà meno alla tradizione letteraria e poetica.
Tradizionalmente, uno spettacolo del nō si compone di cinque opere differenti (gobandate), separate una dall'altra da un'opera di kyōgen: Sieffert chiama tale programma «giornata del nō». Ai giorni nostri il numero di opere rappresentate può ridursi da cinque a una. In caso di rappresentazioni importanti, come quelle del nuovo anno, lo spettacolo inizia con l'Okina, la danza di un vecchio carica di significato religioso che ricorda il carattere primitivo degli antichi kagura.
I temi del nō sono tradizionalmente classificati in cinque categorie: il nō degli dei (kami mono), il nō dei guerrieri (shura mono), il nō delle donne (kazura mono), il nō vario (zutsa mono) e il nō dei demoni (oni mono).
Le opere di tutte queste categorie, ad eccezione della quarta, appartengono maggiormente al nō delle apparizioni.
Il nō delle divinità fa riferimento a una divinità shinto (i kami) o più raramente al buddhismo (per esempio al dio drago originario della Cina): solitamente, il dio appare nella sua forma umana nel primo atto, poi danza nel secondo atto per benedire il paese e gli spettatori.
Il nō dei guerrieri mette in scena lo spirito di un guerriero ancora in vita oppure morto, condannato a girovagare sulla terra, mentre racconta della sua vita passata e delle sue battaglie; il testo spesso si riferisce ad antiche cronache epiche, poiché lo scopo è di mettere in luce qualche tormento dell'uomo condannato ora a infestare il mondo dei vivi.
Il nō delle donne introduce lo spirito di una donna celebre dal passato doloroso. Poteva essere una donna degli antichi romanzi classici (Genji monogatari, Ise monogatari...) oppure una dea; in questo caso danzava graziosamente nel secondo atto, senza compiere una vera azione.
Il nō dei demoni si riferisce a personaggi sovrannaturali, demoni o creature che popolavano gli inferi buddhisti o più raramente essere sovrannaturali di buon augurio come i dragoni. La danza, come la musica e il ritmo di queste opere, sono le più dinamiche e la recitazione la più violenta.
La quarta categoria (i nō vari) fa parte dell'insieme del nō sul mondo reale. Alcuni dei temi principali che possono essere identificati sono: i kyōran mono, cioè il nō del delirio o della disperazione (generalmente in seguito alla dipartita di una persona cara, come un bambino o un amore tradito); il nō epico che si può trovare nelle cronache storiche (ad esempio l'Heike monogatari); il ninjō, ovvero il nō dei sentimenti umani, solitamente tragici (bambini maltrattati, guerrieri decaduti, nobili esiliati...); il nō d'intrattenimento, che abbandona la storia a vantaggio della bellezza estetica delle danze e dei cani; il nō sovrannaturale. Questi sono classificati nel nō del mondo reale poiché le apparizioni di creature immaginarie avvengono all'interno di un contesto storico di una cronaca d'eventi reali, che rievocano il folklore e le credenze popolari di quell'epoca.
La composizione di un programma di una giornata nō consiste in cinque parti scelte tra ciascuna delle cinque categorie sopra descritte, in ordine e in funzione della stagione corrente. Questa disposizione, chiamata in giapponese jo-ha-kyū (letteralmente: introduzione, sviluppo, conclusione) è ripresa da Zeami per la musica classica e tiene conto anche della disposizione degli spettatori lungo tutta la giornata, che può durare anche più di otto ore.
L'apertura di un nō da parte di una divinità permette di marcare la rottura con il quotidiano con un'opera di apparizione, nella quale vengono dispensate parole di buon augurio per la giornata. Lo spettatore diventa ben disposto per le parti seguenti e dunque il secondo nō può essere più complesso, poetico e ancorato alla tradizione: i nō dei guerrieri sono i più adatti a tale scopo. Per il terzo nō, che corrisponde al picco d'attenzione dello spettatore, è quello relativo alle donne e ha un forte valore estetico e tradizionale. Dopo questo, l'attenzione dello spettatore comincia a calare e per questo vengono recitate le opere connesse al mondo reale, poiché richiedono minore riflessione ed erudizione. Infine, il nō dei demoni permette, grazie al ritmo rapido e incalzante, di rigenerare lo spettatore stanco e di rimetterlo in una buona disposizione per il ritorno alla vita quotidiana. Questo è anche il motivo per cui il nō dei demoni preleva meno elementi dalle leggende e dai testi antichi rispetto alle altre opere nō d'apparizione. In questo modo termina una giornata tradizionale di nō.

#### I ruoli
All'interno del nō esistono quattro tipi di ruoli diversi: gli attori principali (shite-kata), gli attori secondari (waki-kata), i ruoli per kyōgen (kyōgen-kata) e i musicisti (hayashi-kata).
Un'opera nō ha sempre un ruolo principale, lo shite («colui che fa»), recitato da un uomo, che deve essere capace di interpretare ogni tipo di personaggio (vecchio, donna, guerriero, monaco...) e che al tempo stesso deve sapere danzare e cantare. Nei nō d'apparizione, si trova spesso un solo attore. Quest'ultimo porta una maschera, salvo casi eccezionali di ruoli da giovane uomo o di opere sul mondo reale, e indossa i costumi più sontuosi, Lo shite subisce generalmente una trasformazione o una metamorfosi tra il primo e il secondo atto, come un dio o uno spirito che si rivela nella sua vera forma. Nei nō del mondo reale è la situazione a subire un cambiamento radicale. Lo shite può essere accompagnato da altri attori: gli tsure che accompagnano i canti, ma che non intervengono, salvo eccezioni, nel corso della rappresentazione, e i tomo, che recitano personaggi secondari, spesso i servitori dello shite. Tra gli attori c'è anche il ji, il coro che rappresenta sempre un personaggio, una voce, un sentimento e che prende momentaneamente il posto di un personaggio dell'opera; per esempio, nel secondo atto del nō d'apparizione, è spesso il coro che narra o commenta l'azione. Infine, i kōken, che non recitano ruoli, ma essendo parte integrante dell'opera ne assicurano lo svolgimento, facendo sparire e apparire gli accessori necessari alla recitazione (ventagli, spade...).
Il corrispettivo dello shite è il waki («colui che sta di lato»), che fa parlare e recitare lo shite e descrive i luoghi e le situazioni. Stando sul lato della scena, serve da mediatore tra il pubblico e lo shite, soprattutto nel nō d'apparizione, alla stessa maniera dei deuteragonisti del teatro greco. Nel nō onirico di spiriti o di fantasmi, il terzo atto è spesso un sogno del waki, mentre nel nō del mondo reale, il suo ruolo è quello di un personaggio d'azione. Come lo shite, il waki è sempre un uomo in costume, ma senza maschera (eccetto per i ruoli femminili), che può interpretare tutti i tipi di personaggi a seconda della storia: monaco, aristocratico, guerriero, gente del popolo. Può essere accompagnato dai propri tsure, cioè dai suoi compagni. Il ruolo di waki è essenziale nel primo atto: egli è destinato a rivelare la forma dello shite, provocando la sua «trasformazione» nel secondo atto attraverso un dialogo. Una volta giunto a tale fine, egli esce dallo spettacolo e, nel nō d'apparizione, fa spesso finta di dormire fino all'ultimo atto, che si svolge come un sogno del waki.
In un'opera nō, gli attori del kyōgen intervengono nell'interludio per permettere allo shite di cambiare costume e maschera. Personaggi popolari entrano in scena per narrare le leggende legate ad un luogo, un personaggio o una divinità, spesso ma non necessariamente in maniera comica. Questi attori interpretano, sempre nel nō, anche personaggi secondari di bassa estrazione sociale, paesani, valletti ecc.

#### La scena
La scena, convenzionale dal 1700, è costruita sulla disposizione cinese: un quadrilatero quasi vuoto (ad eccezione del kagami-ita, il dipinto di un pino sul fondo della scena) aperto su tre lati tra pilastri di cedro che ne marcano gli angoli. Il muro a destra della scena è chiamato kagami-ita. Lì è collocata una piccola porta che permette l'entrata degli aiutanti di scena e del coro. Il palco, sopraelevato, è sempre sormontato da un tetto, anche per le scene di interno, e circondato da ghiaia bianca in cui sono piantati dei piccoli pini ai piedi dei pilastri. Sul palco si trova un sistema di vasi e ceramiche che amplificano i suoni durante le danze. I dettagli di questo sistema sono ad appannaggio delle famiglie di costruttori delle scene del nō.
L'accesso alla scena per gli attori avviene dallo hashigakari, una passerella stretta a sinistra del palco, dispositivo adattato poi nel kabuki nel cammino dei fiori (hanamichi). Considerato come parte integrante della scena, questo spazio è chiuso su un lato da una tenda di cinque colori. Il ritmo e la velocità dell'apertura di questa tenda conferiscono al pubblico indicazioni sull'ambientazione dello spettacolo. In questo momento l'attore non è ancora visibile ed effettua un hiraki verso il pubblico, poi si rivolge alla passerella e incomincia la sua entrata. In questo modo è già sulla scena prima di apparire al pubblico e il personaggio che interpreta inizia la passerella, lo hashigakari, che consente entrate spettacolari. Lungo questa passerella sono disposti tre pini di altezza decrescente: questi sono i punti di riparo utilizzati dall'attore, prima del suo arrivo sul palco principale.
Il pubblico è disposto di fronte al palcoscenico (butai) così come il ponte e il lato sinistro del butai. Osservato a 180 gradi, l'attore deve di conseguenza prestare particolare attenzione alla propria posizione. Le maschere restringono molto il suo campo visivo, quindi l'attore usa i quattro pilastri per ripararsi e il pilastro tra la passerella e il palco principale (chiamato il pilastro dello shite) per posizionarsi.

### Kyōgen: teatro comico

#### Drammaturgia e repertorio
Il kyōgen («parole folli») è il teatro di registro comico fortemente legato al nō, poiché le opere del kyōgen vengono recitate tra un'opera di nō e l'altra nei programmi tradizionali. Dal periodo Edo, nel XVII secolo, il genere si stabilizza e viene codificato (principalmente grazie a Ōkura Tora-akira) e, dopo essersi intrinsecamente legato al nō, divenne uno dei generi del teatro classico. Questo genere trae ispirazione dalla vita quotidiana del popolo e dal realismo, senza rinunciare all'inserimento dello scherzo o della satira, ma evitando gli aspetti grossolani o scioccanti del sarugaku, che potrebbero infastidire gli spettatori raffinati delle giornate del nō. Il kyōgen utilizza una vasta gamma di registri comici, come pure il linguaggio e la gestualità.
Il repertorio attuale del kyōgen è quantitativamente simile a quello del nō: circa duecento opere differenti. La maggior parte sono anonime, o il loro autore non è di grande rilevanza. In effetti, il kyōgen lascia molto spazio all'improvvisazione e ad una libertà di adattamento in funzione alle rappresentazioni. Ciascuna troupe può dunque mettere in scena una versione diversa di una stessa opera, improvvisando su una versione di base, rivista secondo la sensibilità dell'autore. Solo a partire dal XVII secolo le opere kyōgen, o almeno le loro trame, sono trasposti su carta. Allo stesso modo, gli interludi (ai) delle opere nō interpretate da un attore di kyōgen non sono mai redatti. In questo senso, il genere è spesso paragonato alla commedia dell'arte in Europa. Gli archivi menzionano alcuni celebri autori di kyōgen dell'epoca medievale, per esempio Gen'e, direttore della scuola Ōkura.

#### Funzione e temi
Tradizionalmente, vengono recitati quattro kyōgen tra i cinque nō contenuti nel programma di una «giornata di nō», che dura circa dieci ore. Essi sono finalizzati a rilassare lo spettatore prima della tensione emotiva che le opere del nō cercano di provocare, perché sarebbe certamente estenuante assistere a cinque spettacoli nō senza nessuna pausa. Questa è la ragione per cui il kyōgen è strettamente legato al nō e permette allo spettatore di apprezzare un'intera giornata di teatro.
Le categorie delle opere del kyōgen sono meno formalizzate di quelle delle opere nō e possono essere raggruppate in diverse maniere: secondo i personaggi, l'origine provinciale, l'importanza del dialogo, la complessità dell'opera, l'uso delle maschere, ecc. Le scuole attuali di kyōgen dividono le loro opere essenzialmente in funzione al tipo di personaggi messi in scena (il signore, il paesano, il valletto, il monaco, la donna, i demoni...). In generale, i kyōgen più semplici sono buffonerie e prese in giro, senza trama, volte a far ridere il pubblico. Quindi sono opere comiche o di satira popolare, che si rifanno generalmente a stereotipi ben stabiliti e a personaggi del popolo: le liti tra coppie, i rapporti tra padroni e valletti, la derisione dei monaci benestanti. Nella loro forma di maggior successo, queste farse potevano diventare commedie semplici, recitate in più atti, ma sempre con una forte connotazione satirica e stereotipata. Più marginali i kyōgen che parodiavano le opere nō, riprendendone grottescamente i costumi e i personaggi. Sono da considerare anche spettacoli di canzoni e una dozzina di kyōgen inclassificabili. Tuttavia, i kyōgen non sono caustici e impegnati, le troupe d'attori kyōgen dipendono da quelle di attori nō e recitano per divertire il suo pubblico, incluse le classi d'élite.

#### Ruoli
In generale, un kyōgen include due o tre personaggi. Lo shite (o omo) recita il personaggio principale, mentre gli ado i ruoli secondari, che rispondono più spesso allo shite. Gli altri personaggi sono tutti koado, cioè ruoli sussidiari. L'attore di kyōgen declama distintamente il suo discorso, a differenza del nō, e i suoi gesti sono dinamici. La mimica è espressiva e le maschere sono indossate raramente, ad eccezione delle parodie del nō.

### Ningyō jōrurio bunraku: Teatro delle marionette

#### Interpretazione di attori e marionette
Il Ningyō jōruri o bunraku è spesso descritto come il teatro di marionette più avanzato nel mondo; la sua raffinatezza, le fonti letterarie e la sua poesia sono destinate non ai bambini, ma ad un pubblico di adulti.
Il bunraku unisce tre diverse forme artistiche: la manipolazione delle marionette o dei pupazzi, la narrazione e la musica. La misura delle marionette varia dal metro al metro e cinquanta e viene svolta da marionettisti perfettamente visibili nella scena. Il narratore, chiamato tayū, si occupa dei dialoghi, dei suoni e dei canti. Per gli spettacoli più lunghi, essendo questa un'attività molto faticosa, viene previsto l'utilizzo di vari tayū che si danno il cambio. La musica d'accompagnamento è suonata con uno shamisen, mentre un coro canta in determinati passaggi lirici. Il tayū ed il musicista sono entrambi visibili sulla scena, vestiti con costumi d'epoca Edo.
La manipolazione delle marionette si è evoluta durante la storia del bunraku. Inizialmente le marionette erano rudimentali, le braccia e la testa tenute insieme da bastoni, e chi le maneggiava rimaneva nascosto. Poi i marionettisti entrarono in scena ed iniziarono a maneggiare i pupazzi a livello facciale; questa tecnica permise loro un migliore controllo della testa e dei movimenti delle marionette. Il sistema di maneggio a tre marionettisti (un maestro aiutato da due assistenti vestiti e mascherati di nero) comparso nel 1730, è la tecnica più evoluta e raffinata; essa richiede un perfetto coordinamento, regolato sulla respirazione del maestro, e il maneggio di pupazzi o marionette di grandi dimensioni che incantavano il pubblico dell'epoca. La presenza di marionettisti sulla scena dona grande profondità alla gestualità, poiché sia i movimenti delle marionette che quelli degli uomini che le muovono partecipano all'espressione teatrale.
La recitazione tipica del bunraku è chiamata Gidayū-bushi, dal nome del suo inventore, Takemoto Gidayū (竹本 義太夫, 1651 – 1714). Questo stile mescola la canzone e la narrazione con molta enfasi al fine di trasmettere i sentimenti dei personaggi della storia, maschili e femminili.
Il narratore deve avere padronanza di tre tecniche di dizione: le parti parlate comuni nel teatro, le parti cantate o melodiche e le parti d'intermezzo che permettono le transizioni in un registro poetico. Il volto del narratore sottolinea i sentimenti espressi nella scena. L'armonia che nasce dalla sincronizzazione tra parole, gesti e musica, contribuisce alla raffinatezza estetica del bunraku.

#### Drammaturgia e temi
Il repertorio del bunraku è il più "letterario" tra tutte le tipologie di teatro giapponese. Esso si divide in due categorie principali: i drammi storici che rievocano il passato (jidaimono), di stile tradizionale, e le tragedie borghesi (sewa-mono).
I drammi storici, i cui eventi si svolgono prima del periodo Edo, si basano su storie classiche, epopee e leggende narrate dai cantastorie medioevali, e spesso provengono dalla letteratura e dagli spettacoli nō. Ad esempio, molti eroi sono ripresi da testi come Heike Monogatari, Soga monogatari o dalla storia dei Quarantasette rōnin.
La seconda categoria, il teatro sociale, fu un'innovazione di Chikamatsu. Famoso per il suo "Suicidio d'amore a Sonezaki", messo in scena nel 1703, Chikamatsu si allontanò dal repertorio classico per rappresentare la vita privata e contemporanea dei borghesi, commercianti e mercanti. Ancora oggi questa tipologia di spettacoli è considerata il capolavoro del drammaturgo. Tra i temi prediletti dal teatro sociale vi è il tragico doppio suicidio di due amanti il cui amore è reso impossibile dai vincoli sociali, l'adulterio, la criminalità e l'amore tra giovani appartenenti a diverse classi sociali.
I successori di Chikamatsu scrissero delle pièces che possono essere classificate in una terza categoria che mette insieme spettacoli storici e tragedie borghese, chiamata jidai-sewa mono.
Gidayū e Chikamatsu hanno dato al bunraku la sua struttura tradizionale, evolvendo sia il repertorio che il metodo in cui l'opera veniva narrata e cantata. Si ispirarono al nō per conferire la forma standard in tre o cinque atti, secondo il principio del jo-ha-kyū. In genere, gli spettacoli storici (jidai-mono) sono rappresentati in cinque atti, mentre le tragedie borghesi (sewa-mono) in tre atti. La struttura in cinque atti è così divisa: i primi due atti introducono i personaggi ed il contesto, il terzo atto, punto culminante dell'opera, è spesso segnato da un evento tragico che permette lo sviluppo dell'azione; il quarto atto viene rappresentato come una scena poetica di danza, creando così un'atmosfera dolce rispetto alla tensione del terzo atto; nel quinto atto è rappresentato il lieto fine. Nella divisione in tre atti, il ritmo è più movimentato: il primo atto introduce l'opera, nel secondo atto vi è lo sviluppo della storia, e il terzo atto culmina in un finale tragico. Nonostante queste due strutture siano le più rappresentate, molti drammaturghi prima di Chikamatsu strutturavano le proprie opere in modo più complesso ed in tempi più lunghi, raggiungendo persino la divisione in dieci atti, spesso caratterizzati dalla presenza di scene coinvolgenti ma poco legate allo sviluppo della narrazione. Ogni atto si divide in tre parti chiamate kuchi (inizio), naka (sviluppo) e kiri (conclusione), seguendo il principio sopracitato del jo-ha-kyū.
La rappresentazione con le marionette accompagna la narrazione, fatta eccezione per le scene di danza, tradizionalmente durante le scene di viaggio (michiyuki) ispirate al nō. Questa tipologia di scene viene chiamata keigoto.

#### La scena
La scena classica comprende due spazi scenici grandi ma poco profondi, situati uno davanti e l'altro dietro, leggermente sollevato: il primo spazio (funazoko), senza alcuna decorazione, serve per rappresentare l'esterno, mentre il secondo spazio (yatai, la scena principale) serve per ricreare l'interno; lo scenario include delle case aperte sulla parte anteriore, costruite su misura delle marionette. Davanti a questi due spazi vi è un palcoscenico che permette l'apertura del sipario. Sullo sfondo, ogni spazio è occupato da un grande fondale di legno, denominato tesuri, che nasconde le gambe inferiori dei burattinai e dà l'illusione che i burattini si muovano da terra. Infine, il cantore e i suonatori di shamisen occupano un palco situato a destra dello scenario principale, dal punto di vista degli spettatori.

### Kabuki: Drammi borghesi

#### Drammaturgia ed interpretazione
Il kabuki è una tipologia teatrale largamente influenzata dalla cultura borghese dei chōnin di epoca Edo, ma solamente dopo decenni dalla sua comparsa, legata ai quartieri del piacere, prende la sua forma sia di dramma che di grande spettacolo. Come il nō ed il bunraku, il programma tradizionale di uno spettacolo kabuki comprende molti spettacoli rappresentati in una giornata. Inizialmente i drammaturghi impostavano una scena su cui gli attori improvvisavano liberamente. Successivamente, quando il kabuki si sviluppò, le troupes teatrali cominciarono a coinvolgere gruppi di drammaturghi guidati da un maestro, che collaboravano tra loro per la scrittura di uno spettacolo completo, tenendo conto della censura, delle finanze e degli attori disponibili.
Ogni anno vengono scritte delle opere nuove: si parte da un canovaccio, spesso ripreso dal repertorio classico (Heike monogatari, Soga monogatari, Taiheiki...), su cui i drammaturghi sviluppano una narrazione che tiene conto della loro sensibilità così come delle convenzioni e di altri fattori esterni. Questi autori, probabilmente di classe chōnin, sono rimasti sconosciuti fino ai giorni nostri, fatta eccezione per maestri come Chikamatsu, Ichikawa Danjūrō I, Tsuruya Nanboku e Kawatake Mokuami. Anche se il programma di una giornata kabuki segue il principio del jo-ha-kyū di Zeami, le pièces sono molto eterogenee, incorporano molte scene spesso non correlate alla trama e i registri sono costantemente in evoluzione, dal comico al tragico e dal realismo al fantastico. In realtà, uno spettacolo kabuki prende forma da episodi indipendenti, e ciò differisce dal teatro strutturato di Chikamatsu.
La recitazione degli attori kabuki, specializzati in una determinata tipologia di ruolo, è caratterizzata dai loro movimenti e dalle loro pose. Vi sono due tipologie di movimenti, ovvero due stili recitativi: aragoto (stile rozzo) e wagoto (stile dolce). La recitazione aragoto è caratterizzata da parole e gesti esagerati ed impetuosi, adatti al ruolo dei guerrieri; Ichikawa Danjūrō I è l'ideatore di questo stile, accentuato da un trucco suggestivo. Il wagoto, reso famoso da Sakata Tōjūrō, predilige il realismo nell'interpretazione dell'attore, specialmente nelle tragedie borghesi.
Oltre a questi due stili, vi era anche l'arte dell'onnagata, personaggi femminili interpretati con grande realismo da attori travestiti. Un altro aspetto tipico del kabuki è rappresentato dalle pose esagerate (mie) o eleganti (kimari) assunte dall'attore per esprimere delle emozioni intense, con lo scopo di stupire il pubblico e marcare il picco della recitazione. Il dialogo è poco presente nel kabuki, limitato alla descrizione dei sentimenti, poiché prende il sopravvento l'interpretazione degli attori, capace di tradurre «l'estrema tensione psicologica» tra i personaggi. Una particolarità che distingue il kabuki dagli altri generi classici è la partecipazione attiva del pubblico, che con grida, approvazione ed applausi marca i momenti salienti e le pose esagerate (mie). Questo genere teatrale è una tipologia nata per intrattenere i borghesi.

#### Temi
Secondo quanto ideato da Chikamatsu, gli spettacoli kabuki possono essere divisi nelle stesse categorie del bunraku: gli spettacoli storici (jidai-mono) che trattano degli eventi e degli eroi del passato (precedenti al periodo Edo), e le tragedie borghesi (sewa-mono) contemporanee che mettono in scena personaggi anonimi della classe chōnin. Nel kabuki si aggiunge una terza categoria: shosa-goto, spettacoli di danza di breve durata che legano due rappresentazioni drammatiche. In particolare, il repertorio può essere diviso secondo l'origine delle opere: adattate al bunraku, adattate al nô o specifiche del kabuki. Infine, le opere scritte in epoca moderna sono classificate separatamente, e fatte rientrare nel «nuovo kabuki» (shin kabuki). Prima di Chikamatsu, gli autori non esitavano ad integrare elementi contemporanei delle tragedie borghesi in un quadro storico antico, mettendo insieme jidai-mono e sewa-mono.

#### Scena e macchinari
Nel XVII secolo i primi palcoscenici allestiti per le rappresentazioni kabuki erano simili per dimensioni (tre metri e sessantacinque) e la forma (quadrata con il tetto a frontone sostenuto da colonne) a quelli del teatro no; ne differiva il fondale, costituito da pannelli o stoffa colorata, in sostituzione del matsubane. Nel corso degli anni il palcoscenico si ampliò fino a coincidere con la grandezza dell'intero edificio teatrale.
È ritenuto parte integrante della struttura scenica kabuki l'hanamichi (letteralmente “cammino dei fiori”), una piattaforma in legno sopraelevata, larga circa un metro e mezzo, che attraversa interamente la platea, dal fondo al palcoscenico. L'hanamichi veniva utilizzato per le entrate e le uscite degli attori, ed era anche il luogo in cui il pubblico interagiva con gli attori, e gli ammiratori deponevano i doni (detti hana) offerti agli artisti preferiti..
La rivelazione di un'identità segreta, la trasformazione di un personaggio, o la comparsa di altri protagonisti insoliti, come spettri o stregoni, costituiva il momento centrale della maggior parte dei repertori; i modi per far apparire o sparire velocemente un attore si sono moltiplicati a partire dal XVIII secolo, con il ricorso a dispositivi di scena come botole (seri) o piattaforme che permettevano di far roteare tutto o una parte dello scenario.
Il mawari butai, il palco circolare e roteante, è stato sviluppato in epoca Kyōhō (1716–1735). Prende forma da una piattaforma circolare montata su ruote e posizionata sul palco. Successivamente questa tecnica venne migliorata con l'integrazione della piattaforma roteante all'interno dello stesso palcoscenico. Se le luci sono a volte spente durante la rotazione, per consentire un cambiamento della scena (kuraten, rotazione nell'oscurità), nella maggior parte dei casi sono invece lasciate in funzione, e gli attori interpretano una scena di transizione durante la rotazione della piattaforma (akaten, rotazione alla luce). Come nel nō, gli assistenti di scena chiamati kōken intervengono durante lo spettacolo per portare via le decorazioni di scena non necessarie.